# Alana Blanchard
Alana Renée Blanchard (Kauai, 5 marzo 1990) è una surfista statunitense.
Blanchard ha partecipato a varie edizioni dell'ASP World Tour, anche se ha dichiarato di volersi prendere una pausa del surf competitivo. La Blanchard progetta modelli Rip Curl, costumi da bagno ma attualmente, in particolare, si occupa di una linea di mute specificamente per il surf. Nel 2018 torna a competere.
Alana è la figlia di Holt Blanchard. La Blanchard è stata interpretata da Lorraine Nicholson nel film del 2011, Soul Surfer.

## Biografia
La Blanchard è una surfista professionista ed era presente quando la migliore amica Bethany Hamilton ha  anche lei surfista, fu attaccata da uno squalo nel 2003, perdendo il braccio sinistro.
Adesso è modella per la Rip Curl e MyBikini e designer di una sua linea di costumi da bagno fatti appositamente per il surf.
Dall'11 febbraio del 2013 ha una relazione con Jack Freestone, un ragazzo con la sua stessa passione: il surf.
Il 25 giugno 2017 sui loro profili instagram i due annunciano di essere alla 20ª settimana di gravidanza, annunciando così di aspettare il primo figlio. Nasce cosi il primo figlio della coppia, Banks Harvey Freestone . Nel 2019, i due annunciano sul loro profilo instagram l’imminente matrimonio.
Dopo la nascita di suo figlio torna a competere.

### Carriera sportiva
La Blanchard è arrivata al primo posto nel shortboard ai Campionati Pipeline le T & C 2005.
Il 1º settembre 2015 ha aperto il suo primo canale YouTube.
Nel 2012 le è stato offerto di ideare una serie TV sulla propria vita per GoPro su Network.com; la serie, intitolata Alana Surfer Girl, è andata in onda nella seconda metà del 2012.